# Хуго II фон Верденберг-Хайлигенберг
Хуго II фон Верденберг-Хайлигенберг „Едноокият“ (на немски: Hugo II von Werdenberg-Heiligenberg, „der Einäugige“; * пр. 1277; † между 29 юли 1305 – 25 март 1307 или 1309) от род Верденберги е граф на Верденберг-Хайлигенберг.

## Биография
Той е единственият син на граф Хуго I фон Верденберг-Хайлигенберг († 7 декември 1280) и съпругата му Мехтилд фон Нойфен († сл. 1267), вдовица на граф Рудолф III фон Раперсвил († 28 юли 1262). Той има пет сестри.
Хуго II, както баща му Хуго I, е тясно свързан с крал Рудолф фон Хабсбург († 1291). През януари 1281 г. той с други е избран да придружи кралската дъщеря Клеменция до нейния годеник Карл Мартел Анжуйски до Неапол.
Хуго II участва, заедно с братовчед си Рудолф II фон Верденберг-Сарганс († 1322/1323), в битките на Хабсбургите (1292). Херцог Албрехт I Хабсбургски († 1308), синът на крал Рудолф, прави двамата рицари. Той участва и в битките (1298) на херцог Албрехт I Хабсбургски против Адолф от Насау и при неговата коронизация за крал в Аахен (1298), от благодарност той му дава фогтая Горна Швабия.

## Фамилия
Хуго II фон Верденберг-Хайлигенберг се жени пр. 3 юни 1281 г. за графиня Еуфемия фон Ортенбург († сл. 23 април 1316), дъщеря на граф Фридрих I фон Ортенбург († 1304) и Аделхайд фон Тирол-Гьорц († 1291). Те имат 12 деца:
- Хуго IV Коклес фон Верденберг, граф фон Верденберг (* 1305 или 1308; † 1328 или 11 октомври 1334)[4] ∞ пр. 1 април 1320 Анна фон Вилденберг († 11 октомври 1334), дъщеря на Хайнрих фон Вилденберг
- Хайнрих II фон Верденберг († 16/17 октомври 1323), избран, но непризнат епископ на Констанц
- Албрехт I фон Верденберг-Хайлигенберг († ок. 1364/1365) ∞ 1313/1320 Катарина фон Кибург († 8 декември 1342)
- Агнес, графиня фон Верденберг († юни 1317) ∞ граф Рудолф I фон Хоенберг († 11 януари 1336)
- Хайнрих III фон Верденберг-Алпек († 2 март 1332/27 юни 1334), граф фон Верденберг-Алпек ∞ Агнес фон Вюртемберг († 1349/28 февруари 1351)
- Хартман III фон Верденберг-Сарганс-Вадуц-Блуменег († 27 август 1354) ∞за Агнес фон Монфор-Фелдкирх († 10 март 1379), дъщеря на граф Рудолф IV фон Монфор-Фелдкирх († 1375) и Анна фон Берг-Шелклинген († 1362)
- Маргарета фон Верденберг († сл. 1326/сл. 1335) ∞ I. (пр. 1238) Бертолд III фон Грайзбах (+ 8 октомври 1324), ∞ II. граф Улрих V фон Пфанберг († 23 октомври 1254)